# Кинчеш (село)
Кинчеш (укр. Кінчеш) — село в Холмковской сельской общине Ужгородского района Закарпатской области Украины.
Население по переписи 2001 года составляло 328 человек. Почтовый индекс — 89435. Занимает площадь 0,45 км².